# 伊克薩河
伊克薩河是俄羅斯的河流，屬於恰亞河的右支流，由托木斯克州和新西伯利亞州負責管轄，河道全長430公里，流域面積6,130平方公里，發源自瓦休甘平原，河水主要來自雨水和融雪，每年十一月至翌年四月結冰。